# خوان أورلاندو هرنانديز
خوان أورلاندو هيرنانديز (بالإسبانية: Juan Orlando Hernández)‏ ملقب بجوه (ولد 28 أكتوبر 1968) هو الرئيس السابق لهندوراس، تولى منصبه في 27 يناير 2014، بعد فوزه في الانتخابات العامة في هندوراس 2013. بدأ ولايته الرئاسية الثانية في 27 يناير 2018.
وفي مارس 2024 أدانت هيئة محلفين في نيويورك رئيس هندوراس السابق بتهم تتعلق بتهريب المخدرات وحيازة الأسلحة النارية بعد محاكمة استمرت أسبوعين وجهت خلالها اتهامات له باستغلال منصبه للمساعدة في نقل أكثر من 400 طن من الكوكايين المتجه إلى الولايات المتحدة عبر بلاده.

## روابط خارجية
- خوان أورلاندو هرنانديز على موقع IMDb (الإنجليزية)
- خوان أورلاندو هرنانديز على موقع IMDb (الإنجليزية)
- خوان أورلاندو هرنانديز على موقع الموسوعة البريطانية (الإنجليزية)
- خوان أورلاندو هرنانديز على موقع مونزينجر (الألمانية)